# Ōfuna Kannon
Ōfuna Kannon, Ōfuna Kannonji (大船観音寺?), är ett buddhisttempel i Kamakura, Japan. Templet är mest känt för den 25 meter höga och 1 900 ton tunga statyn av bodhisattvan Kannon.
Templet började byggas 1929 av medlemmar ur den buddhistiska Sotosekten. Byggandet avbröts 1934 på grund av Stillahavskriget men byggandet återupptogs 1954 och templet stod färdigt 1960.
På tempelområdet finns även stenar från Hiroshima och Nagasaki för att minnas de som dog i atombombningarna.